# Terre de sang
Pour plus de détails, voir Fiche technique et Distribution.
Terre de sang est un film français réalisé par Nicolas Guillou et sorti en 2005.

## Fiche technique
- Titre : Terre de sang
- Réalisation : Nicolas Guillou
- Scénario : Nicolas Guillou
- Photographie : Patrick Bertucelli
- Son : Thomas Scholastique
- Décors : Thibault Cueyssac
- Montage : Arnold Jegu
- Musique : Jean-Marc Illien
- Société de production : Vent d'Ouest Production
- Pays d'origine :  France
- Durée : 92 minutes
- Date de sortie : 9 mars 2005

## Distribution
- Ginette Garcin : Yvonne Le Dantec
- Dominique Paturel : Raymond Le Quellec
- Émilie Moguet : Élisa
- Robert Deslandes : Étienne
- Yvan Mahé
- Julien Bertheux
- Monique Le Negaret
- Laurent Chandemerle
- Anne Lanco